# تشارلز ويزلي باول
تشارلز ويزلي باول (بالإنجليزية: Charles Wesley Powell)‏ هو عالم نبات أمريكي، ولد في 5 مايو 1854 في ريتشموند في الولايات المتحدة، وتوفي في 18 أغسطس 1927 في منطقة قناة بنما في الولايات المتحدة.